# Pseudobradya parvula
Pseudobradya parvula är en kräftdjursart som beskrevs av Sars 1920. Pseudobradya parvula ingår i släktet Pseudobradya och familjen Ectinosomatidae. Inga underarter finns listade i Catalogue of Life.